# Cistus
- Commons
- Wikispecies

Cistus L. (vernacular, cisto) é um género botânico pertencente à família Cistaceae que inclui as espécies conhecidas pelo nome comum de estevas. São em geral plantas arbustivas, nativas das ilhas Canárias e das costas do Mediterrâneo, sendo freqüentemente cultivadas como ornamentais e algumas ainda para extração de resinas balsâmicas e/ou aromáticas, como o ládano.

## Espécies
| - Cistus albidus - Cistus asper - Cistus chinamadensis - Cistus clusii - Cistus creticus - Cistus crispus - Cistus grancanariae - Cistus heterophyllus - Cistus horrens - Cistus inflatus syn.: Cistus psilosepalus - Cistus ladanifer – esteva - Cistus laurifolius - Cistus libanotis | * Cistus monspeliensis – Cisto de Montpelier - Cistus munbyi - Cistus ocreatus - Cistus osbeckiaefolius' - Cistus palmensis' - Cistus parviflorus - Cistus populifolius - Cistus pouzolzii syn.: Cistus varius - Cistus salviifolius - Cistus sintenisii syn.: Cistus albanicus - Cistus symphytifolius |

- «Lista completa»

## Classificação do gênero
| Sistema | Classificação                      | Referência               |
| ------- | ---------------------------------- | ------------------------ |
| Linné   | Classe Polyandria, ordem Monogynia | Species plantarum (1753) |